# American Gladiators (videogioco)
American Gladiators è un videogioco distribuito nel 1991 per l'Amiga, Sega Mega Drive/Genesis, Super NES e Nintendo Entertainment System, ispirato all'omonimo spettacolo televisivo American Gladiators.

## Modalità di gioco
La versione NES rende le sfide diverse dalle sfide di un reale spettacolo, rendendoli minigiochi a scorrimento laterale. Ogni combattimento vede quattro gladiatori disposti su una piattaforma semovente. Il vincitore è colui che rimane in piedi per ultimo.
Lo Human Cannonbal richiede che i quattro gladiatori vengano sconfitti con tempismo perfetto durante la discesa con la corda, rendendo la sfida assai aspra. Sia durante questo evento che nel combattimento normale, i gladiatori, quando vengono gettati dalla piattaforma urlano in modo comico. 
Nel gioco è presente un Muro che presenta numerose schermate di trabocchetti e trappole che è necessario evitare per proseguire. I gladiatori sono numerosi e attaccano in massa diversi punti del muro. I giocatori sono doppiamente veloci rispetto al proprio personaggio ed è difficile avanzare nella sfida, a causa del requisito base: premere costantemente a intervalli regolari il pulsante B. L'Assalto è una fase del gioco, una lotta con un gladiatore in movimento : per vincere bisogna colpirlo almeno sei volte. 
Tuttavia il gioco meglio riproposto nell'edizione virtuale della serie televisiva è il Powerball, un evento in cui il giocatore deve procurarsi cinque palle da inserire in cinque canestri correlati, evitando tre gladiatori. 
Quando American Gladiators fu distribuito sullo SNES, molti giochi vennero modificati per essere più fedeli alle controparti televisive. Alla versione SNES furono aggiunte la modalità multigiocatore, la modalità torneo e altre revisioni minori. 
Atlasphere recupera gli eventi della serie precedente dello spettacolo televisivo e li inserisce nel gioco in un preciso ordine: Assault, Human Cannonball, Atlasphere, Joust, Powerball e The Wall.

## Accoglienza
Stan Stepanic di Game Freaks 365 definì American Gladiators "uno dei migliori titoli della Gametek per NES", valutandolo 7.1 su 10 nella sua recensione del gioco.